# Simonas Gentvilas
Simonas Gentvilas (ur. 28 września 1984 w Kownie) – litewski polityk, poseł na Sejm Republiki Litewskiej, w latach 2020–2024 minister środowiska.

## Życiorys
Syn Eugenijusa Gentvilasa. W 2004 ukończył szkołę średnią w Karlskronie, w 2007 uzyskał licencjat z socjologii na Uniwersytecie w Oslo, a w 2010 magisterium z urbanistyki na Uniwersytecie Wiedeńskim. W czasie pobytu w Szwecji i Norwegii należał do Ludowej Partii Liberałów i Høyre. W 2011 wstąpił do Ruchu Liberalnego Republiki Litewskiej. W latach 2011–2015 był doradcą burmistrza Kłajpedy, a w 2015 dyrektorem wykonawczym w stowarzyszeniu gmin okręg Kłajpedy. W tym samym roku współtworzył przedsiębiorstwo Baltijos talentų akademija. Do 2016 wykładał na uczelni Socialinių mokslų kolegija w Kłajpedzie.
W 2015 został wybrany do rady miejskiej w Kłajpedzie, objął też funkcję wiceprzewodniczącego swojego ugrupowania. W wyborach parlamentarnych w 2016 uzyskał mandat posła na Sejm. Z powodzeniem ubiegał się o poselską reelekcję w 2020 oraz 2024.
W grudniu 2020 objął urząd ministra środowiska w nowo powołanym rządzie Ingridy Šimonytė. Stanowisko to zajmował do grudnia 2024.